# 2254 Реквієм
2254 Реквієм (2254 Requiem) — астероїд головного поясу, відкритий 19 серпня 1977 року.
Тіссеранів параметр щодо Юпітера — 3,543.